# Чешский Красный Крест
Чешский Красный Крест (чеш. Český červený kříž, сокращённо ЧКК, чеш. ČČK) — гуманитарная организация, действующая на территории Чешской республики. В своей деятельности ЧКК концентрируется на гуманитарных вопросах и предоставлении медицинской и социальной помощи населению. Чешский Красный Крест является единственным международно признанным Национальным обществом Красного Креста в Чехии, которое признано государством. В соответствии с Женевскими Конвенциями ЧКК оказывает содействие и поддержку медицинской службе вооруженных сил. Статус ЧКК и его цели регулируются Законом о защите эмблемы и названия Чешского Красного Креста и о Чехословацком Красном Кресте (zákon č. 126/1992 Sb.).
Количество членов ЧКК достигает 70381 человек, работающих в 1712 местных организаций.
Чешский Красный Крест продолжает деятельность своих предшественников — Патриотического Общества помощи Королевства Богемии (чешск. «Vlastenecký pomocný spolek pro Království české»; основанный 5 сентября 1868 г.) и Чехословацкого Красного Креста («Československý červený kříž»; основанный 6 февраля 1919 года).
Как самостоятельная организация ЧКК, после разделения Чехословацкого Красного Креста был зарегистрирован МВД Чешской Республики 10 июня 1993 г (Ministerstvo vnitra ČR dne 10. 6. 1993 pod čj. VS/1-20998/93-R)
26 августа 1993 года ЧКК был признан Международным Комитетом Красного Креста (МККК) и 25 октября 1993 г принят в члены Международной Федерации обществ Красного Креста и Красного Полумесяца (МФККиКП).